# Jaguar S-Type (1963)
Jaguar S-Type – luksusowy samochód osobowy produkowany przez brytyjską firmę Jaguar Cars w latach 1963–1968. Dostępny jako 4-drzwiowy sedan. Do napędu używano silników R6. Moc przenoszona była na oś tylną poprzez 4-biegową manualną skrzynię biegów.

## Dane techniczne (3.8S)

### Silnik
- R6 3,8 l (3781 cm³), 2 zawory na cylinder, DOHC
- Układ zasilania: trzy gaźniki
- Średnica cylindra × skok tłoka: 87,00 mm × 106,00 mm
- Stopień sprężania: 8,0:1
- Moc maksymalna: 223 KM (164 kW) przy 5500 obr./min
- Maksymalny moment obrotowy: 325 N•m przy 3000 obr./min

### Osiągi
- Przyspieszenie 0–80 km/h: 7,5 s
- Czas przejazdu pierwszych 400 m: 17,5 s
- Prędkość maksymalna: 195 km/h